# هنري إي. تورنر
هنري إي. تورنر (بالإنجليزية: Henry E. Turner)‏ هو سياسي أمريكي، ولد في 4 مايو 1842 في بوسطن في الولايات المتحدة، وتوفي في 28 يونيو 1911 في مالدن في الولايات المتحدة. حزبياً، نشط في الحزب الجمهوري. وقد انتخب عضو مجلس نواب ماساتشوستس.
1. ↑  Caleb Tillinghast؛ Edmund B. Thomas، Massachusetts Legislative Biography File، OCLC:36949078، QID:Q107290461